# 徐娘笋螺
徐娘笋螺（学名：Terebra anilis），是新腹足目笋螺科笋螺属的一种。主要分布于马来西亚、印度尼西亚、台湾，常栖息在浅海砂底、浅海、沿岸。